# Grodno Aviakompania
Grodno Aviakompania – białoruskie linie lotnicze z bazą w porcie lotniczym Grodno.
W lutym 2024 przewoźnik na mocy rządowego dekretu został wchłonięty przez Belavia.

## Flota
Według danych z marca 2022 linia posiadała jeden samolot An-30, jeden samolot An-32, trzy samoloty An-12 i jedenaście samolotów An-2.